# Afroditī Kosma
Afroditī Kosma (in greco Αφροδίτη Κοσμά?; Nikaia, 6 giugno 1983) è un'ex cestista greca.
Alta 187 cm, giocava come ala.

## Carriera
Con la Grecia ha disputato i Campionati mondiali del 2018 e cinque edizioni dei Campionati europei (2005, 2007, 2009, 2015, 2017).